# داماد محمد باشا السلحدار
داماد محمد باشا السلحدار (بالتركية: Silahdar Damat Mehmed Paşa)‏ كان الصدر الأعظم للدولة العثمانية في الفترة ما بين 16 أكتوبر 1730 حتى 23 يناير 1731. 
عين والياً على بغداد سنة (1148 ه‍ -1735 م) بعد عزل الوزير إسماعيل باشا.